# Wandervogel
Il Wandervogel (Uccello vagabondo in tedesco) è un movimento giovanile tedesco molto popolare nei primi decenni del '900, composto da gruppi di studenti medi e universitari. Fondato nel 1896, il suo ethos era quello di scrollarsi di dosso tutte le restrizioni imposte dalla società borghese per tornare alla libertà di Natura. Tra l'altro, sono considerati tra i pionieri del naturismo, la Freikörperkultur (FKK, ossia "cultura del corpo libero").
Col tempo i vari gruppi originarono molte altre organizzazioni le quali, pur gerarchicamente indipendenti, continuarono ad adottare tutte la stessa denominazione di Wandervogel per la comunanza culturale e ideale, ma non riuscirono mai ad essere un movimento unito dal punto di vista organizzativo.

## Storia

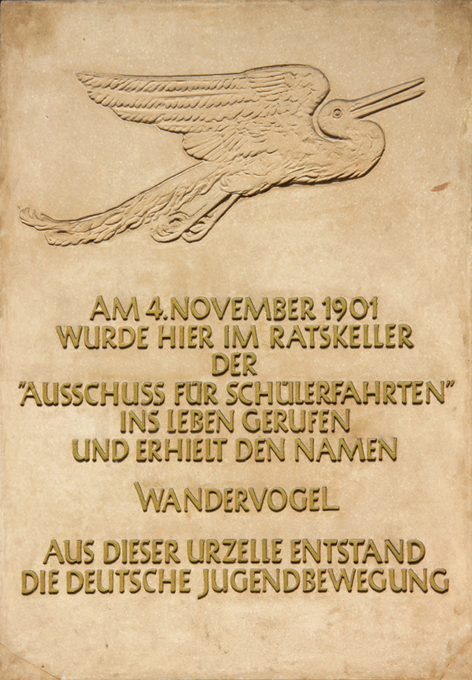
Lapide che ricorda la fondazione del movimento degli "uccelli migranti" intorno al 1900 al Rathaus Steglitz di Berlino

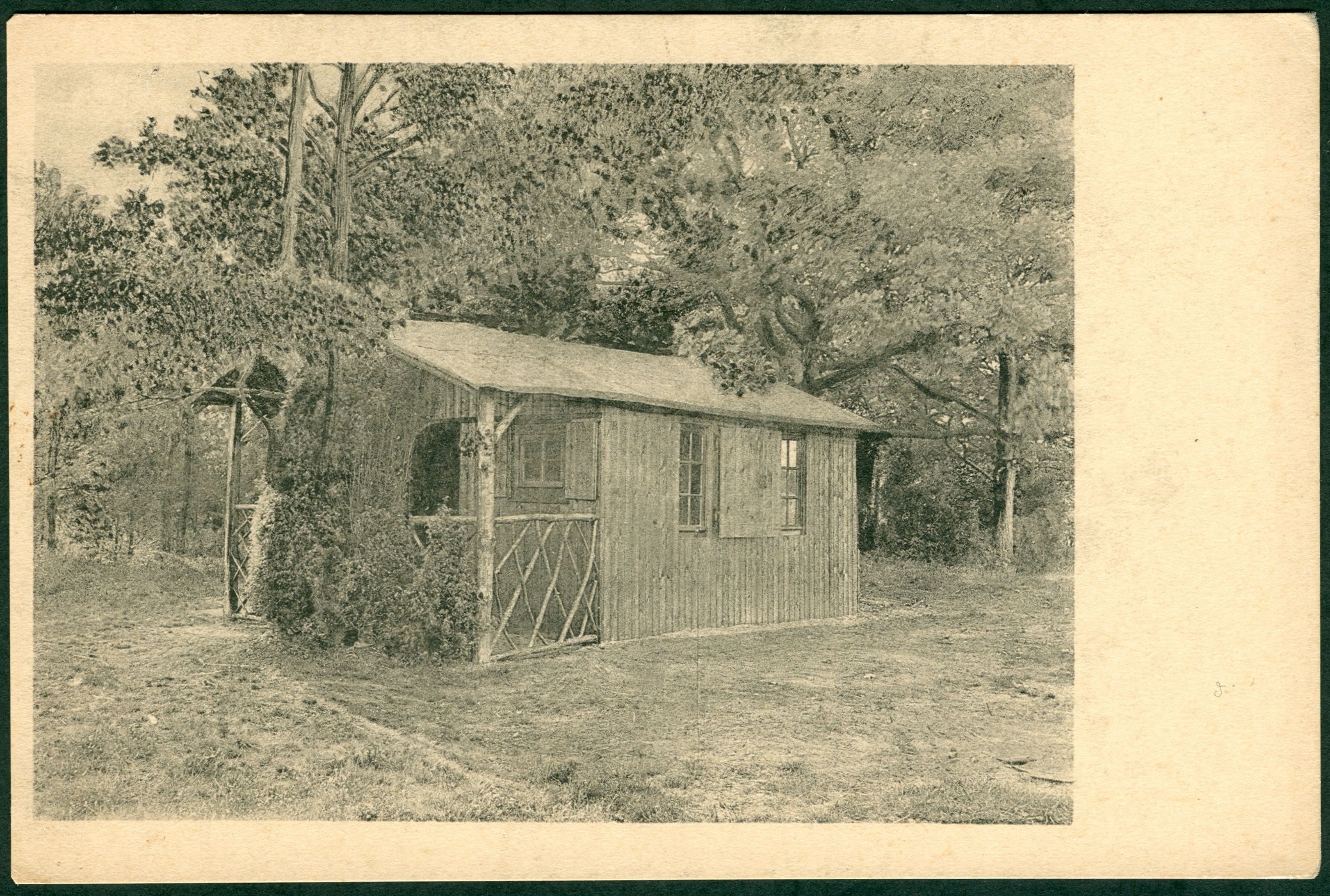
Una delle capanne rifugio dei Wandervogel.

Ufficialmente il movimento viene istituito il 4 novembre 1901 ad opera di Herman Hoffmann Fölkersamb, fondendolo con un precedente circolo di studio formato nel 1895 al ginnasio maschile di Berlino dove insegnava. Il termine deriva da Wanderung ("migrazione", ma anche "escursione", "peregrinazione").
Il Wandervogel divenne ben presto il movimento giovanile preminente nella nazione; voleva essere un'organizzazione in empatia costante con l'ambiente naturale, che sottolineava la libertà dal mondo degli adulti, lo spontaneismo, ma anche la responsabilità di ognuno nei confronti di tutti gli altri, oltre che lo spirito di avventura, adottando però ideologicamente un approccio fortemente nazionalistico ed antisemita, impostato sulla tradizione e sottolineando le radici teutoniche, mitiche e pagane della Germania.
Poco prima dello scoppio della prima guerra mondiale, ci fu la creazione semi-ufficiale di organizzazioni paramilitari come Deutsche Pfadfinderbund (Lega degli esploratori tedeschi, 80.000 membri) o Jungdeutschland Bund (Lega della giovane Germania, 700.000 membri).
Alla fine del 1918 i giovani capi del movimento che vengono restituiti dalla guerra vivono in un clima di forte disillusione; lo stesso valeva anche per i leader del parallelo scautismo tedesco: entrambi i movimenti hanno quindi cominciato ad influenzarsi l'un l'altro, anche in maniera notevole, all'interno del territorio nazionale.
Dai Wandervogel è venuta la specificità data da una più consistente cultura del trekking, dell'avventura in viaggi più lunghi e in luoghi più lontani, un'atmosfera di forte romanticismo ed una leadership composta strutturalmente da persone più giovani. Gli scout hanno invece portato le uniformi, le bandiere, una maggiore organizzazione e più campi di raccolta e d'incontro, oltre ad una più chiara ideologia.
Si è verificato poi nello sviluppo dell'idealismo e dell'etica dei Wandervogel anche un influsso dato dal pedagogista Gustav Wyneken il quale si ispirava all'Eros greco antico e al sistema culturale-pedagogico della pederastia greca. Il tutto ha portato quindi alla nascita di un raggruppamento di tutte le associazioni maschili giovanile sotto l'indicazione comune di "movimento giovanile tedesco".

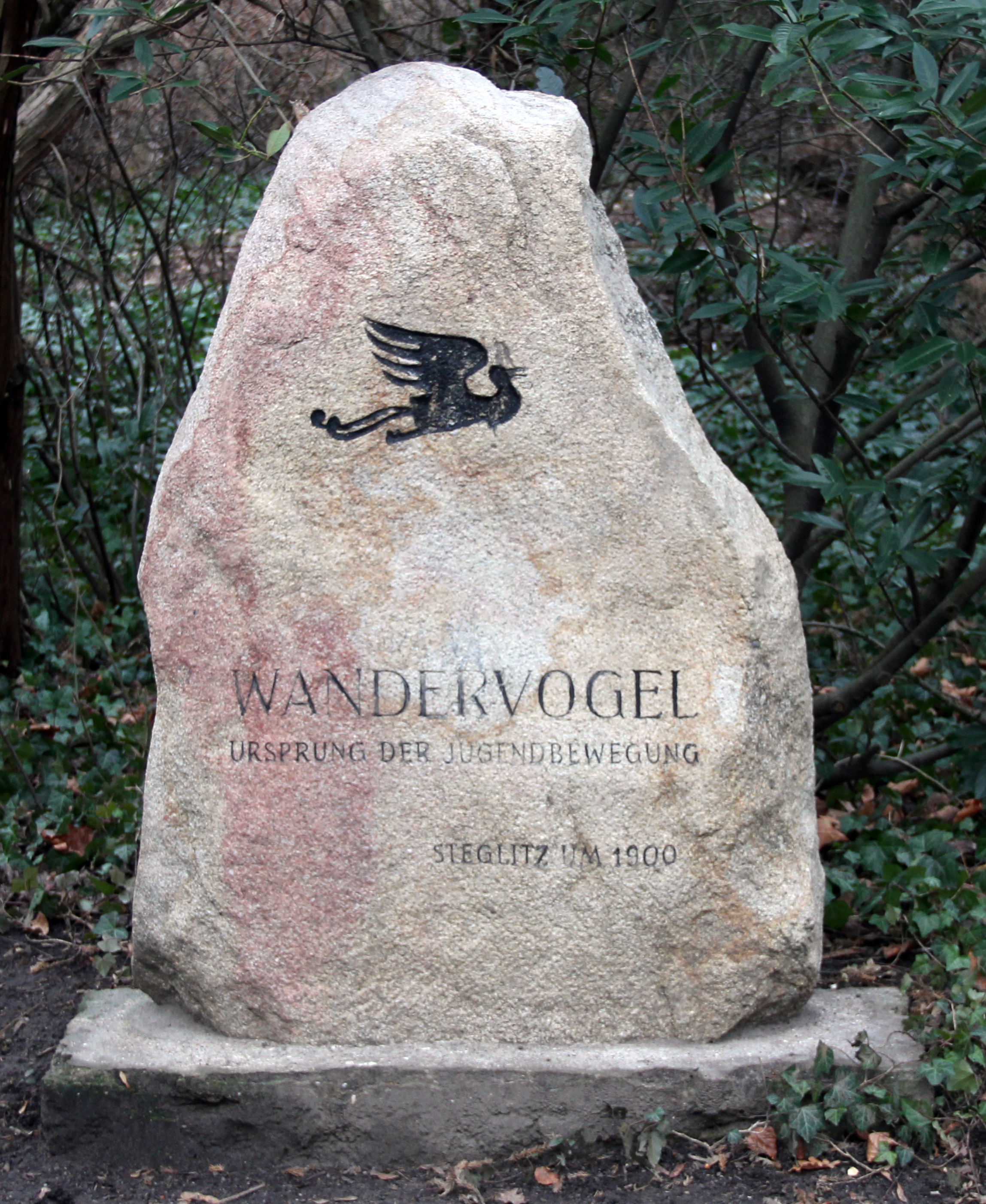
Lapide commemorativa.

I Wandervogel erano in auge da più di un quarto di secolo quando i nazionalsocialisti cominciarono ad intravedere l'opportunità di utilizzare alcuni metodi e simboli propri del movimento giovanile ed incorporarli in massa nella loro Gioventù hitleriana la quale giunse presto ad avere 3,5 milioni di membri (il 40% dei quali ragazzi appena adolescenti).
Il movimento si è rivelato essere molto influente nei primi tre decenni del '900, i suoi membri erano per lo più dei romantici disposti a sacrificare tutto per i loro ideali e molti di loro si trovarono così per l'essere coinvolti nella costituzione del Terzo Reich; anche se una forte aura di omoerotismo aleggiava su di loro (soprattutto attraverso l'opera di Hans Blüher) e nonostante il fatto che vi fossero gruppi ebraici.
I giovani maschi ebrei avevano il loro proprio gruppo Wandervogel chiamato "Blau-Weiss" (Bianco-Blu) e che alla fine si è trasformato nel movimento giovanile sionista; ma anche movimenti di scouting ebraici come l'Hashomer Hatzair sono stati ampiamente influenzati dai Wandervogel.
Nel 1933 i nazisti mettono fuorilegge i Wandervogel, gli Scout e tutte quelle altre associazioni giovanili al di fuori del controllo diretto del Partito nazista e indipendenti dalla gioventù hitleriana. Sopravvissero solamente alcuni gruppi affiliati alla Chiesa, che riuscirono a durare fino al 1936.

### La gaia gioventù tedesca
(Stefan George)

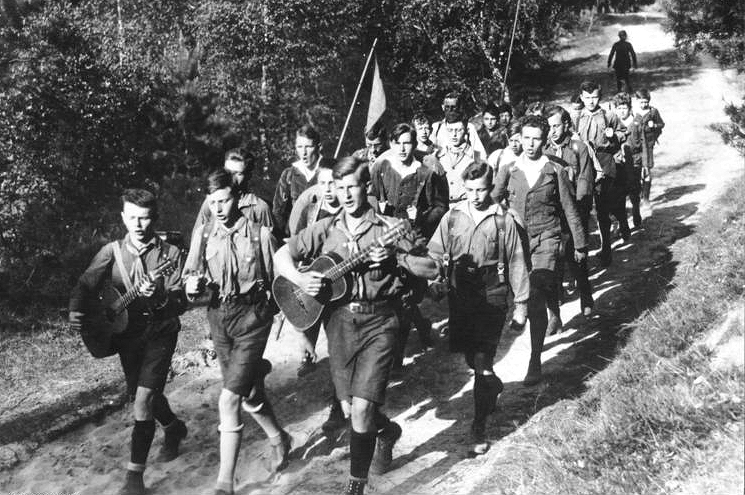
Gruppo Wandervogel berlinese nel 1930.

In Germania l'origine della cultura omosessuale di destra viene individuata proprio nei Wandervogel; sono stati loro difatti i primi a indossare camicie brune e a fare il saluto a braccio destro teso gridando "Sieg Heil" ("Salve Vittoria"): contrari all'urbanizzazione selvaggia si rifacevano all'idea medioevale del borgo di campagna, dedicandosi alla riproposizione dei miti e riti pagani per cristiani, antimodernisti e antiborghesi attingevano a piene mani dal romanticismo. Un'ideologia fortemente conservatrice in pieno contrasto con l'ideale del progresso.
Ispirati dall'antica Grecia, alla Natura e alla Tradizione diffondono l'usanza del campeggio, del nudismo, della ginnastica e del culto del corpo virile e muscoloso; consigliavano anche di essere astemi e vegetariani. Nel 1912 il giornalista e scrittore Hans Blüher, esponente di punta di questo stesso movimento omosessuale di estrema destra giovanile pubblica un saggio intitolato "Il movimento dei Wandervogel come fenomeno erotico", col sottotitolo "Contributo al riconoscimento dell'inversione sessuale". L'autore afferma chiaramente che il comun denominatore che tiene insieme questi giovani maschi è Eros, ossia l'attrazione erotica tra individui dello stesso sesso e continua dicendo che gl'impulsi omoerotici sono fondamentali per saldare i legami di amicizia virile.
L'amore tra amici, con la sua parallela celebrazione di un cameratismo tra maschi (pura comunità di uomini), assume quindi un vero e proprio ruolo culturale. Elemento chiave che differenzia l'uomo dall'animale è proprio il legame erotico tra gli adulti di una società e i suoi adolescenti; perfetta riproposizione della pederastia antica nelle sue figure di erastès e eromenos. Solo questo sistema culturale-sociale permette la creazione di una comunità composta di nature eroiche, leader carismatici capaci di attirare a sé valorosi guerrieri.
Bluher torna anche in seguito sugli stessi temi, tra il 1917 e il 1919 con i due volumi de "Il ruolo dell'erotismo nella società maschile". I suoi libri diventano presto testi di culto tra gli omosessuali, compresi alcuni gerarchi nazisti, Ernst Röhm fra tutti. Nel 1921 viene pubblicato "Eros", un saggio del pedagogista Gustav Wyneken e nel quale si esalta l'amore tra ragazzi; nel 1926 "Jugend und Eros" dell'avvocato Erich Ebermayer, un'esplicita difesa dell'omosessualità adolescenziale e della pederastia. Testo, quest'ultimo, apprezzato pubblicamente dallo stesso Thomas Mann.
La tensione erotica omosessuale, sublimata, si manifesta come sovrabbondanza di energia; forza vitale la quale non potendo trovare sfogo in direzione fisica finisce con l'esprimersi in "genio creativo" di un Männerbund o società di soli uomini. Bluher osserva poi la presenza di forte carisma nei capi, la capacità di affascinare il prossimo; in secondo luogo l'ideale di bellezza maschile che trova la sua più compiuta espressione nell'ammirazione per la tipologia fisica snella e muscolosa, giovani, alti, belli, biondi e con gli occhi azzurri: ariani! In terzo luogo l'esclusione delle femmine.

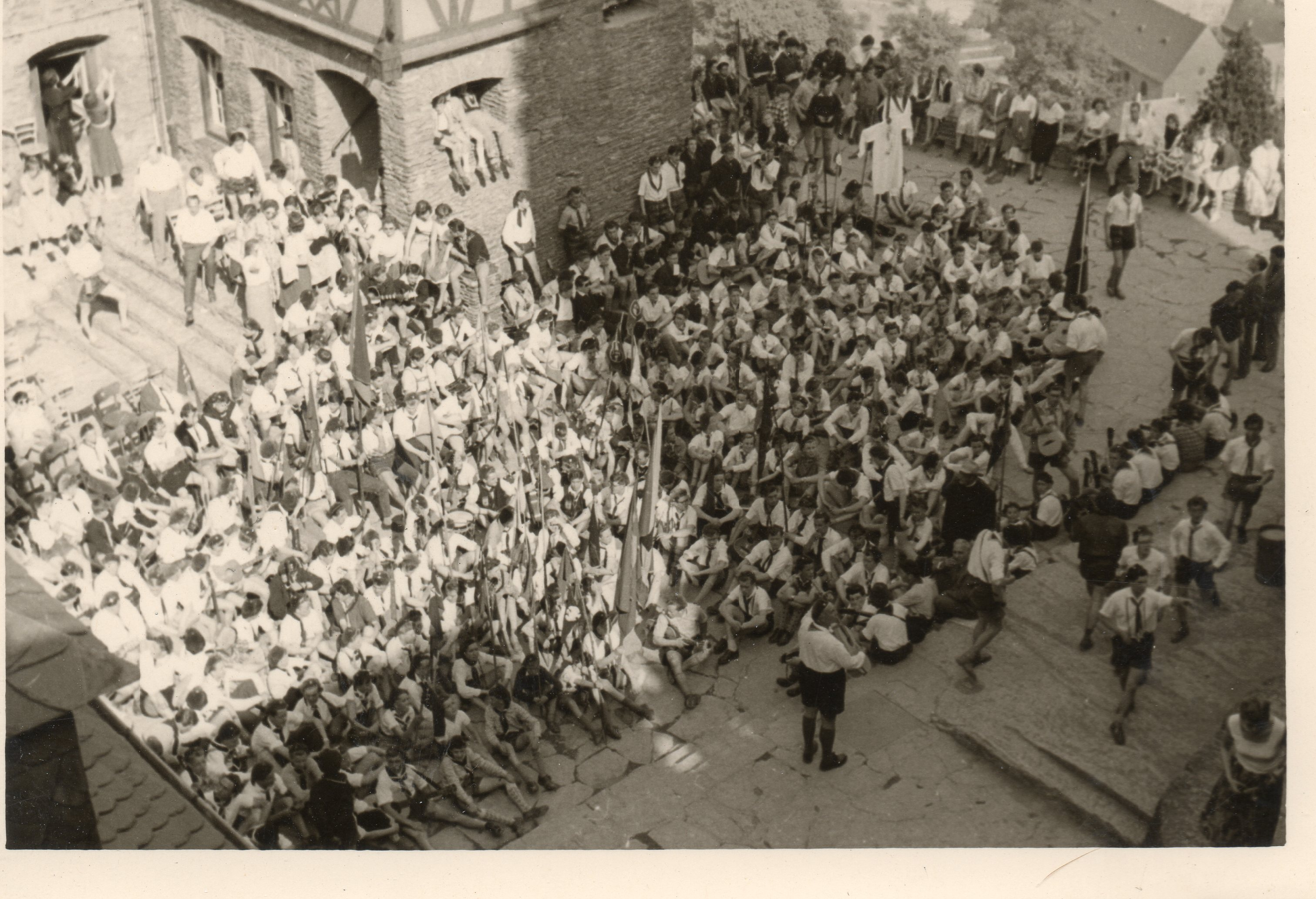
Riunione Wandervogel nel 1958.

## Aspetti moderni

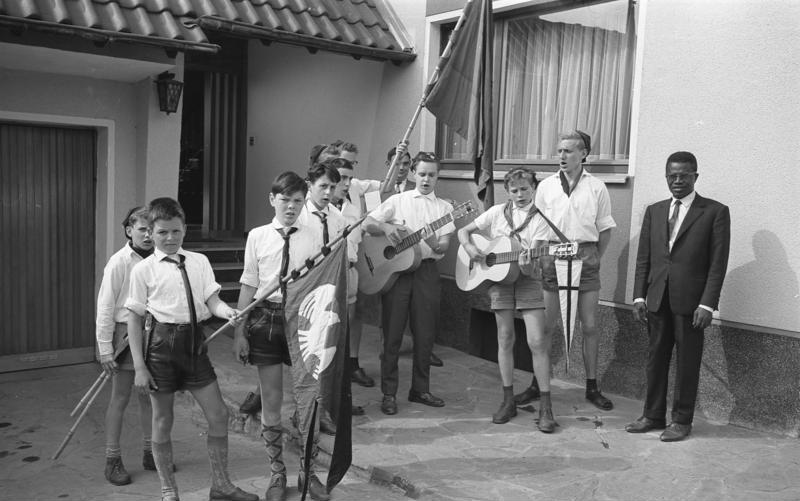
Wandervogel di Coblenza, 1962.

Il movimento Wandervogel viene rifondato dalle sue ceneri al termine della seconda guerra mondiale; a tutt'oggi in Germania, ma anche in altri paesi confinanti, è rappresentato da migliaia di membri suddivisi in molte associazioni differenti ma parallele l'una all'altra.
A metà degli anni '30, in un contesto di rapporti cordiali con la Germania e nel tentativo di promuovere attività salutari per i giovani in tutto il paese, il ministero dell'educazione giapponese ha lanciato il movimento giovanile attraverso la sua "shōkenkai wandāfōgeru bu" (「奨健会ワンダーフォーゲル部」), promozione di associazioni salutari sullo stile Wandervogel: il primo di questi club studenteschi è stato creato nel 1935 all'università privata Rikkyo situata a Ikebukuro.
Si è diffuso poi velocemente anche all'università Keio e all'università Meiji e a partire dal 1937 in diverse altre istituzioni scolastiche in tutto il paese; dopo la guerra questi gruppi, all'interno di un contesto di forte crescita economica si svilupparono ampiamente contribuendo alla diffusione dell'alpinismo. Ancor oggi abbastanza famosi con attività che spaziano dal sawanobori, l'arrampicata lungo i torrenti di montagna, allo sci alpinismo.

## Influenza
Alcuni autori, studiando le radici culturali e sociali del Movimento, hanno ricostruito un legame, storico e filosofico, fra questo movimento ed i successivi movimenti sociali come il movimento Provo olandese e gli Hippy americani. Il movimento Wandervogel visse nel periodo più critico della storia d’Europa e del mondo e furono un segno di contraddizione rispetto all'avanzare impetuoso della tecnologia. Essi vissero lo scontro fra romanticismo e positivismo, influenzati profondamente dal pensiero nichilista che, ancora oggi, pervade fortemente tutto il pensiero occidentale. Per questo motivo alcuni studiosi ritengono che essi siano i precursori dei movimenti ambientalisti nati negli anni Settanta e dei movimenti giovanili controculturali.

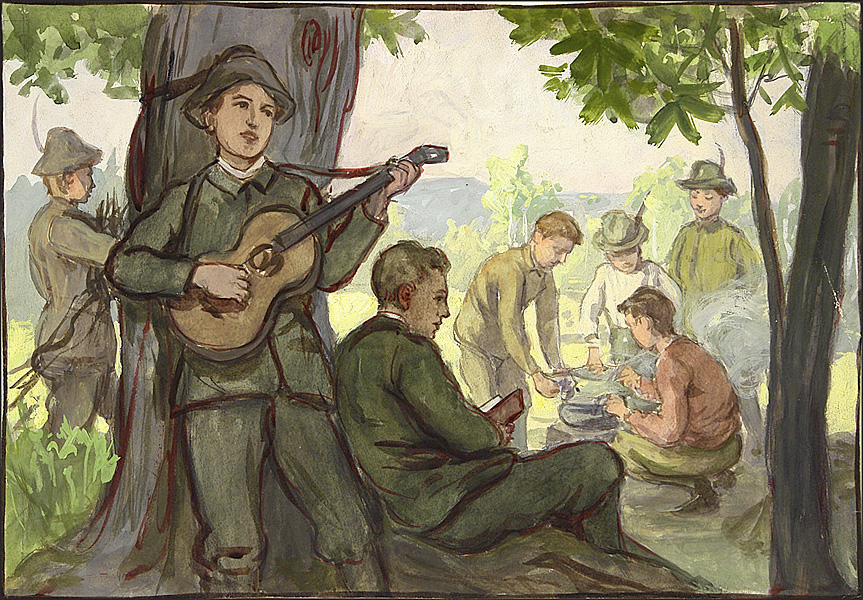
L'ideale Wanderwogel.